# Karen Percy
Karen Percy, född 10 oktober 1966, är en kanadensisk före detta alpin skidåkare.
Percy blev olympisk bronsmedaljör i störtlopp vid vinterspelen 1988 i Calgary.